# Aphycus sumavicus
Aphycus sumavicus är en stekelart som beskrevs av Hoffer 1954. Aphycus sumavicus ingår i släktet Aphycus och familjen sköldlussteklar.
Artens utbredningsområde är:
- Tjeckien.
- Finland.
- Tyskland.
- Ungern.
- Ukraina.

Inga underarter finns listade i Catalogue of Life.